# Lutzomyia reclusa
Lutzomyia reclusa är en tvåvingeart som beskrevs av Fernandez R., Rogers T. E. 1991. Lutzomyia reclusa ingår i släktet Lutzomyia och familjen fjärilsmyggor.
Artens utbredningsområde är Peru. Inga underarter finns listade i Catalogue of Life.